# Смирна (Делавер)
Смирна (енгл. Smyrna) град је у окрузима Кент и Њу Касл у америчкој савезној држави Делавер. По попису становништва из 2010. у њему је живело 10.023 становника. Један је од неколико градова у Америци који носи име по Смирни у данашњој Турској.

## Демографија
| Група             | 2000.         | 2010.         |
| Белци             | 4.066 (71,6%) | 6.061 (60,5%) |
| Афроамериканци    | 1.273 (22,4%) | 2.918 (29,1%) |
| Азијати           | 32 (0,6%)     | 153 (1,5%)    |
| Хиспаноамериканци | 194 (3,4%)    | 592 (5,9%)    |
| Укупно            | 5.679         | 10.023        |